# Rugha
Rugha (en népalais : रुँघा) est un comité de développement villageois du Népal situé dans le district de Rukum. Au recensement de 2011, il comptait 4 233 habitants.